# 遂溪县
遂溪县是中国广东省湛江市下辖的一个县，位于广东省西南部，雷州半岛中北部。
遂溪县歷來都是雷州半島北部經濟貿易的繁華集市，是中國南大門的主要商埠之一，是雷州半島政治、軍事、經濟、文化、交通的重要中心，素有 湛江市區後花園 之稱，是著名的 魚米之鄉 、 中國醒獅之鄉 、 全國第一甜縣 及粵西 紅色革命老區 所在地，縣人民政府駐遂城街道。

## 地理
遂溪县地跨东经 109°40′至 110°25′，北纬 21°00′至 20°31′之间，北接廉江市，东邻麻章区，南连雷州市，西临北部湾。县境东西最长75.75公里， 南北最宽57公里，总面积2131.6平方公里，其中耕地面积10.13万公顷。县城遂城镇距湛江市16公里。
地势主要为丘陵和平原。其中东北部有低丘陵，其余三面地势平缓。陆地最高点为螺岗岭，海拔233米。
遂溪属于亚热带季风气候，日照时间长，年均气温22.7摄氏度，年均降雨量1759.44毫米，其中降雨量年内分配不均匀，一年中60%的降雨量集中在汛期的6-9月；降雨地区分布也不均匀，东部降雨量一般比西部多350毫米左右。

## 历史
隋文帝开皇十年（590年）设置铁杷县。唐天宝二年（743年）改铁杷县为遂溪县，属海康郡，县治设今湛江市郊旧县村，此为遂溪得名之始。北宋太祖开宝四年（971年）将遂溪并入海康县。南宋绍兴十九年（1149年）又设置遂溪县，县治设在现今遂城。

## 行政区划
遂溪县下辖15个镇：
遂城镇、黄略镇、洋青镇、界炮镇、乐民镇、江洪镇、杨柑镇、城月镇、乌塘镇、建新镇、岭北镇、北坡镇、港门镇、草潭镇、河头镇和广前公司。

## 人口
根據第七次全国人口普查數據，截至2020年11月1日零時，遂溪縣常住人口824608人。

## 交通
- 沈海高速公路、 蘭海高速公路、 玉湛高速、 207国道、 228国道、 325国道过境。
- 黎湛鐵路：遂溪站

## 文化

### 语言
遂溪县通行遂溪白话（属粤语）和雷州话（属闽语，当地称黎话）。

## 物产
遂溪盛产甘蔗，是全中國最大和最重要的甘蔗和砂糖生產地。